# Paolo Renier
Paolo Renier, född 1710, död 1789, var regerande doge av Venedig 1779-1789.
Den tyske nationalskalden Johann Wolfgang von Goethe (1749-1832), som besökte Venedig år 1786 på sin berömda Italienska resa, beskriver Renier som "en mycket välväxt och välbildad man, som lär vara sjuk, men som ändå bevarar sin värdighet och håller sig rak under den tunga dräkten [en mycket lång, gyllene talar med mantel av hermelin]. Annars ser han ut som hela människosläktets farfar och är mycket huld och anspråkslös. Dräkten gör sig riktigt bra, den lilla huvan under mössan stör inte alls, ty den är lätt och genomskinlig och vilar på världens vitaste och renaste hår."